# John Watson (joueur d'échecs)
Pour les articles homonymes, voir John Watson et Watson.
John Leonard Watson est un joueur d'échecs américain né le 5 septembre 1951. Théoricien réputé, il est l'auteur de plusieurs ouvrages à succès.
Il est maître international depuis 1979.
Il a été l'entraîneur de Tal Shaked, champion du monde junior en 1997, mais il est surtout connu comme écrivain. Son ouvrage Secrets of Modern Chess Strategy (traduit en français sous le titre Les secrets de la stratégie moderne aux échecs), dans lequel il analyse l'évolution de la stratégie échiquéenne depuis les travaux d'Aaron Nimzowitsch, a remporté de nombreux prix (dont celui de « Book of the Year » décerné par la British Chess Federation en 1999).
Il publie des critiques de livres, revues et DVD échiquéens dans le magazine The Week in Chess.

## Publications
- (fr) Les secrets de la stratégie moderne aux échecs: Les avancées depuis Nimzowitsch, Olibris, 2020,  (ISBN 979-1097-14021-2), traduction en français de (en) Secrets of Modern Chess Strategy: Advances since Nimzowitsch, Éditions Gambit, 1999,  (ISBN 978-1901-98307-4).
- (en) Chess Strategy in Action, Gambit, 2003  (ISBN 1 901983 69 2).
- (en) Play the French (troisième édition), Everyman Chess, 2004  (ISBN 1 85744 337 3) .
- (en) Dangerous Weapons: The French, Everyman Chess 2007  (ISBN 9781 85744 435 3).
- (fr) Maîtriser les ouvertures, Olibris (quatre volumes sur les idées dans les ouvertures, dans la lignée du célèbre Les idées cachées dans les ouvertures de Reuben Fine): 
  - Volume 1 : 1. e4, sans la défense scandinave, ni la défense Alekhine ni la défense moderne  (ISBN 978-291634-016-6)[3],[4].
  - Volume 2 : 1. d4, couvrant en ce qui concerne les "trois B" - Gambit Benko, Gambit de Budapest, Défense Benoni - la seule défense Benoni moderne  (ISBN 978-291634-020-3)[5].
  - Volume 3 : 1. c4  (ISBN 978-291634-036-4)[6],[7].
  - Volume 4 : début Réti, ouvertures avec fianchettos ou pion f (défense hollandaise, début Bird), divers gambits dont le Gambit Benko, Attaque Trompowsky et autres spécialités, plus questions théoriques sur l'évolution moderne des répertoires d'ouvertures, et comment bâtir son propre répertoire.  (ISBN 978-291634-047-0)[8],[9],[10].
- (en) A Strategic Chess Opening Repertoire for White, Gambit, 2012,  (ISBN 978-1906-45430-2)
- (en) The Gambit Guide to the Modern Benoni, Gambit, 2022,  (ISBN 978-1915-32845-8).
- Avec Graham Burgess (en) : 
  - (fr) Les ouvertures d'échecs pour les enfants, Olibris, 2014,  (ISBN 978-2916-34080-7), traduction en français de (en) Chess Openings for Kids, Gambit, 2011,  (ISBN 978-1906-45426-5).
- Avec Eric Schiller : 
  - (en) Survive & Beat Annoying Chess Openings, Cardoza, 2003,  (ISBN 978-1580-42073-0).
  - (en) The Big Book of Busts, Hypermodern Press, 1995,  (ISBN 1-886040-13-3) réédité chez New in Chess sous le titre Taming Wild Chess Openings, 2015,  (ISBN 978-9056-91570-4).
  - (en) Chess Opening Traps, Tricks & Quick Kills, 2018, Cardoza,  (ISBN 978-1580-42372-4).